# Prokopjevsk
Prokopjevsk (rusky Прокопьевск) je město v Kemerovské oblasti. Podle údajů z roku 2014, ve městě žije 202 672 obyvatel.

## Historie
Prokopjevsk byl založen roku 1918 jako osada, která vznikla spojením vesnic Monastyrskoje a Prokopjevskoje. Status města dostal v roce 1931.

## Ekonomika
Prokopjevsk je jedním z hlavních center extrakce koksovatelného uhlí na Kuzněcké pánvi.

## Galerie

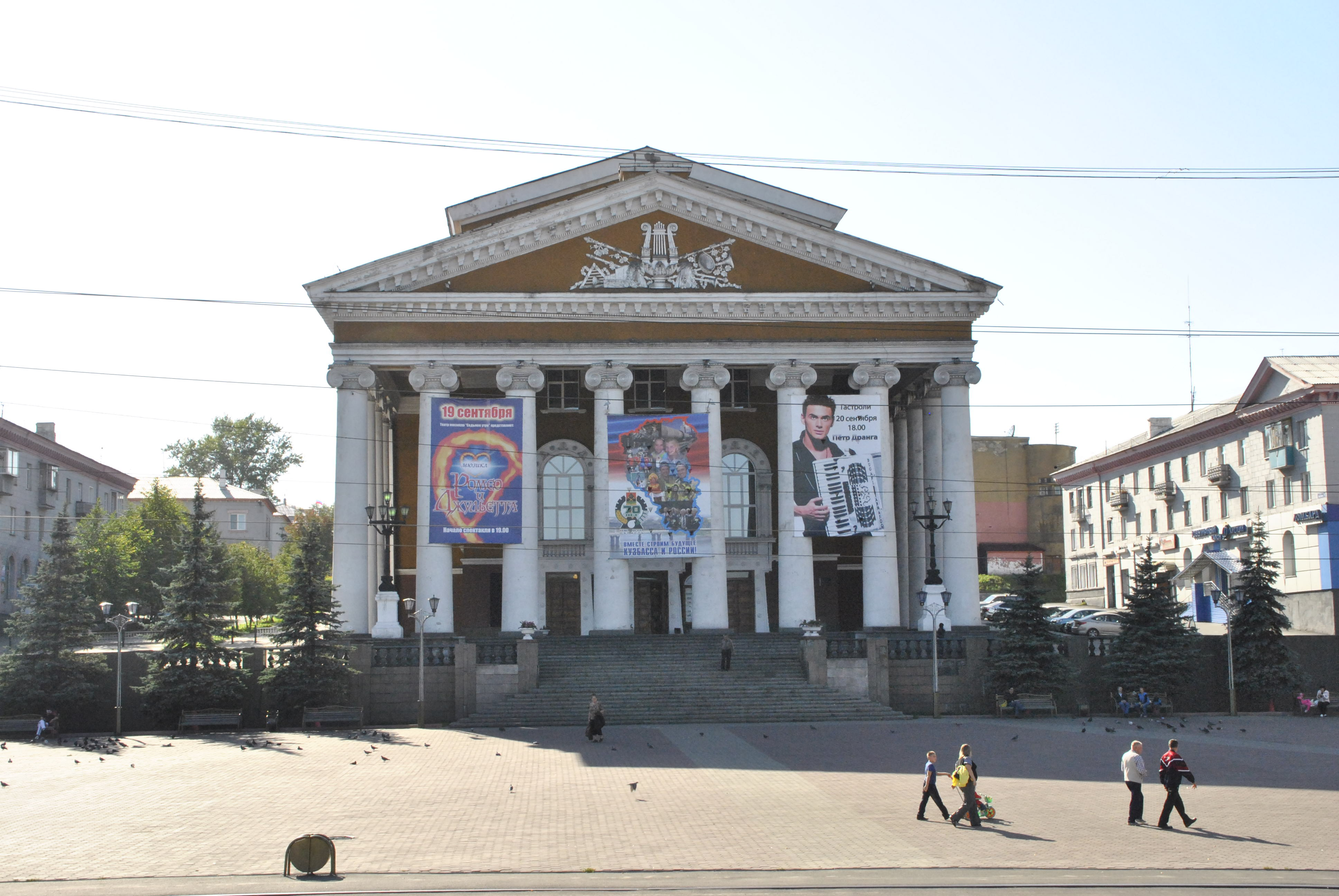
Divadlo
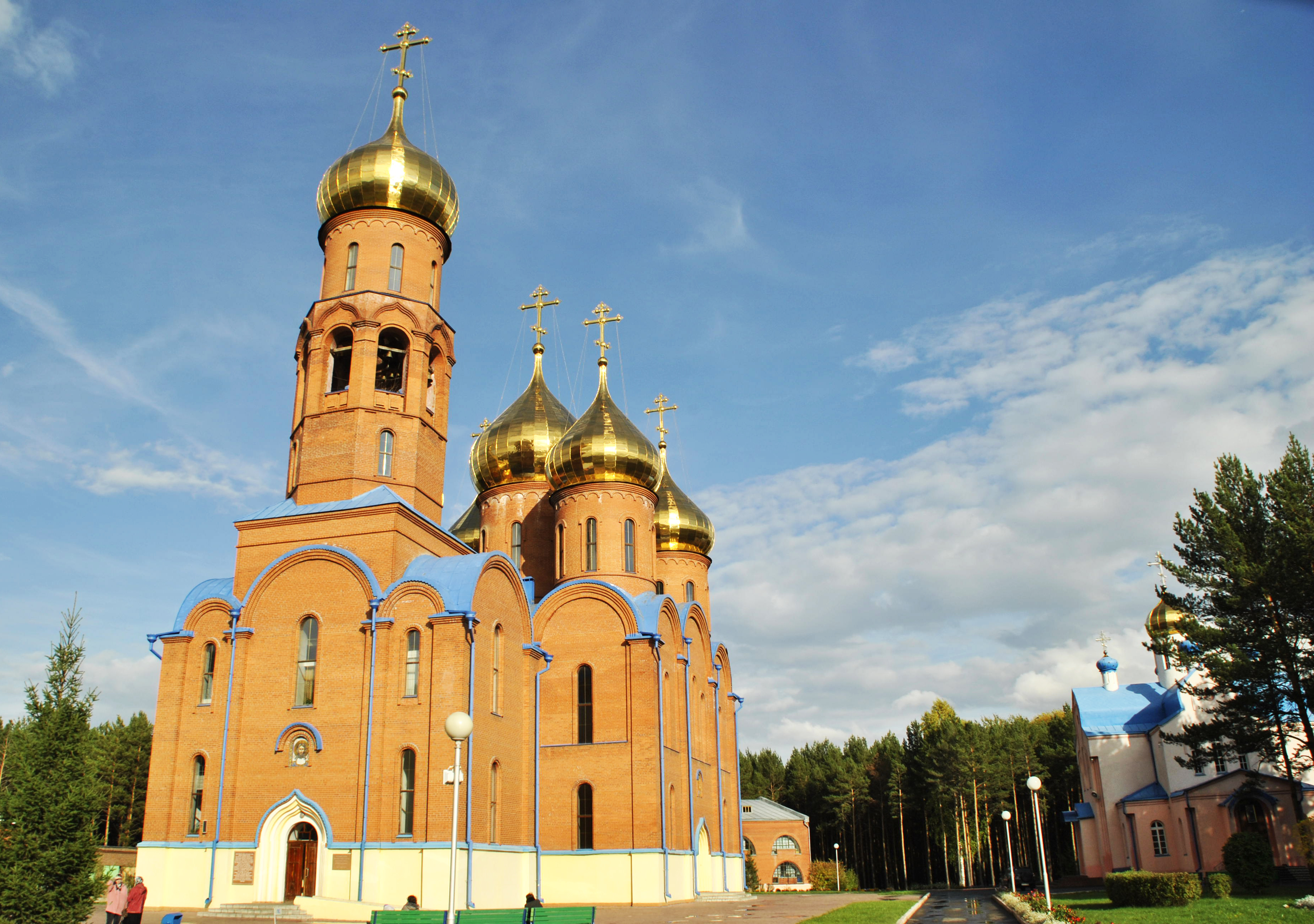
Chrám
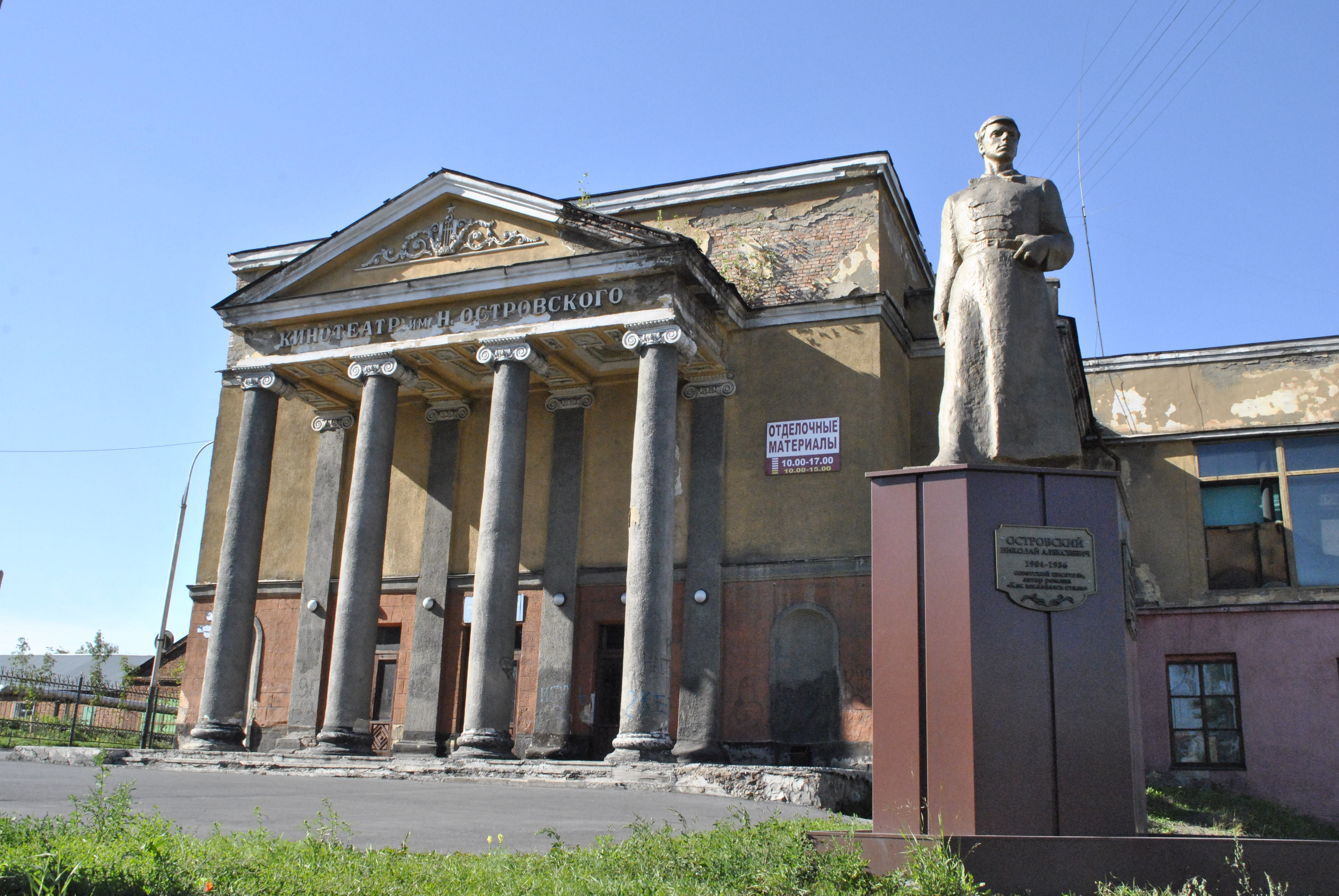
Kino
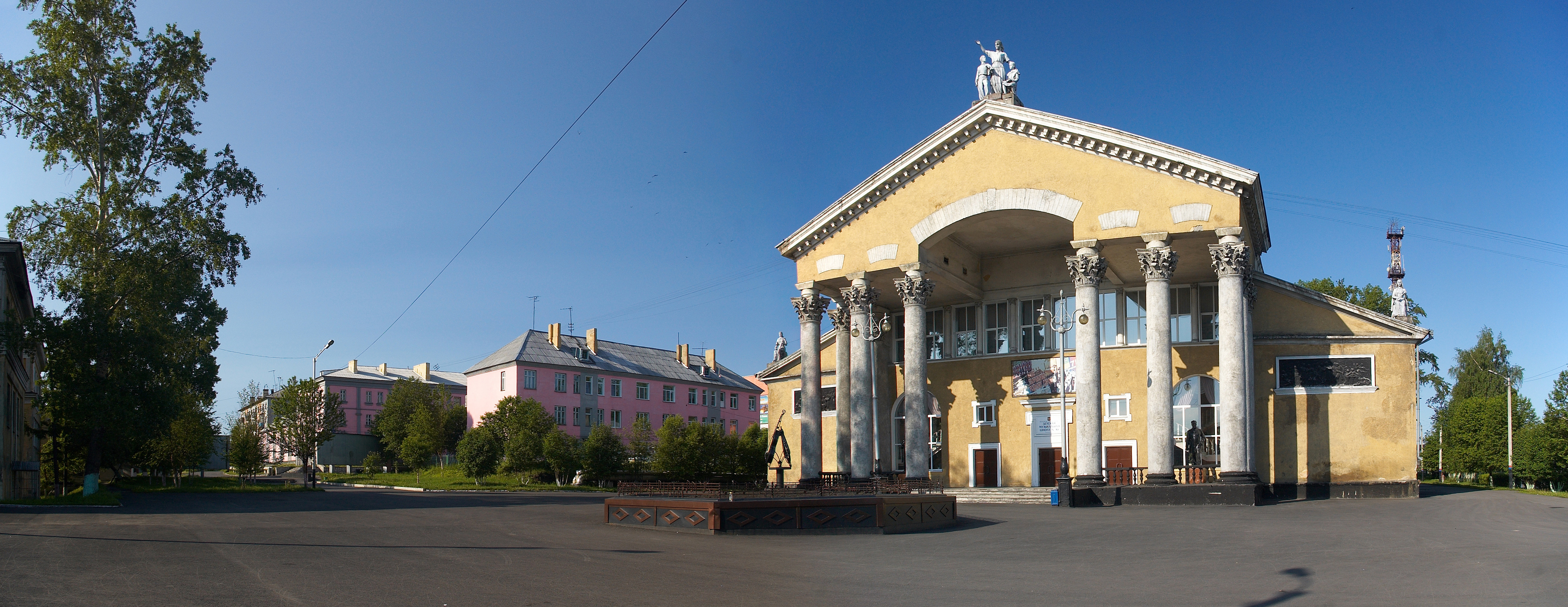
Hudební škola